# Classe Bracuí
La classe Bracuí è una classe di quattro pattugliatori (NPa) della Marina brasiliana. Si tratta di ex dragamine della classe River provenienti dalla Royal Navy britannica. Le navi sono state incorporate nella Marina brasiliana nel 1998.

## Elenco delle navi
- NPa Bracuí (P-60), ex-HMS Itchen (M-2009)
- NPa Benevente (P-61), ex-HMS Blackwater (M2008)
- NPa Bocaina (P-62), ex-HMS Spey (M2013)
- NPa Babitonga (P-63), ex-HMS Arun (M2014)